# Marrubium atlanticum
Marrubium atlanticum là một loài thực vật có hoa trong họ Hoa môi. Loài này được Batt. mô tả khoa học đầu tiên năm 1921.